# Real, Dume e Semelhe
Real, Dume e Semelhe (oficialmente: União das Freguesias de Real, Dume e Semelhe) é uma freguesia portuguesa do município de Braga, com 8,47 km² de área e 13 682 habitantes (censo de 2021). A sua densidade populacional é 1 615,3 hab./km².

## História
Foi constituída em 2013, no âmbito de uma reforma administrativa nacional, pela agregação das antigas freguesias de Real, Dume e Semelhe e tem a sede em Real.

## Demografia
A população registada nos censos foi:
| Distribuição da População por Grupos Etários | Distribuição da População por Grupos Etários | Distribuição da População por Grupos Etários | Distribuição da População por Grupos Etários | Distribuição da População por Grupos Etários | Distribuição da População por Grupos Etários |
| -------------------------------------------- | -------------------------------------------- | -------------------------------------------- | -------------------------------------------- | -------------------------------------------- | -------------------------------------------- |
| Antes da agregação                           |                                              |                                              |                                              |                                              |                                              |
| Ano                                          | 0-14 anos                                    | 15-24 anos                                   | 25-64 anos                                   | >= 65 anos                                   | Total                                        |
| 2001                                         | 1775                                         | 1322                                         | 4887                                         | 815                                          | 8799                                         |
| 2011                                         | 2173                                         | 1368                                         | 6835                                         | 1324                                         | 11700                                        |
| Após a agregação                             |                                              |                                              |                                              |                                              |                                              |
| Ano                                          | 0-14 anos                                    | 15-24 anos                                   | 25-64 anos                                   | >= 65 anos                                   | Total                                        |
| 2021                                         | 2135                                         | 1596                                         | 7966                                         | 1985                                         | 13682                                        |

## Política

### Eleições autárquicas
| Data | %     | V  | %       | V       | %       | V       |
| Data | PS    | PS | PSD-CDS | PSD-CDS | PCP-PEV | PCP-PEV |
| ---- | ----- | -- | ------- | ------- | ------- | ------- |
| 2013 | 49,50 | 7  | 28,95   | 4       | 14,41   | 2       |
| 2017 | 49,02 | 8  | 28,98   | 4       | 11,91   | 1       |